# IJzertijd in India
De ijzertijd in India volgde op de bronstijd in India en valt deels samen met enkele megalithische culturen van India. IJzer is afgezien van rond de rivieren in vrijwel geheel India aanwezig en er zijn voor vrijwel dit gehele gebied ook aanwijzingen dat er ijzer gesmolten werd. Er zijn geen aanwijzingen dat de kennis hiervoor via diffusie uit West-Azië was overgenomen.

## IJzer ten tijde van de bronstijd
In Lothal, Mohenjodaro, Pirak, Allahdino, Ahar en Gufkral zijn aanwijzingen gevonden dat in de kopertijd in enige mate ijzer werd gesmolten, maar dat kan een bijproduct zijn geweest van het smelten van ertsen die naast koper toevallig ook ijzer bevatten en was dan ook niet direct het begin van de ijzertijd. In Lothal waren bij twee voorwerpen de hoeveelheden ijzer erg hoog, bij voorwerp 15211 was dit 39,1% en bij 15212 zelfs 66,1%. Aangezien de archeologische context echter onbekend is, is niet zeker of dit echter wel voorwerpen uit de Harappaanse periode zijn.

## Archeologie
Een van de vroegste ijzervondsten van India is mogelijk in Ahar. De gekalibreerde datering voor periode Ib van Ahar is vanaf 2100 v.Chr. voor Ib en vanaf 1900 v.Chr. tot 1500 v.Chr. voor Ic. In periode Ib zijn enkele ijzeren voorwerpen gevonden en in periode Ic redelijk veel. Er is echter een breuk tussen de Aharcultuur en periode II die rond 1000 v.Chr begon.
Uit de archeologie volgt daarnaast ook dat ijzer werd gebruikt in Beloetsjistan en het noordwesten, Rajasthan, Oost-India, Malwa en Centraal-India, Vidarbha en de Dekan en Zuid-India. De vroegste vormen van ijzersmelten waren waarschijnlijk in Centraal- en Zuid-India. Hier ontwikkelden zich ook megalithische culturen die vrijwel allemaal gebruikmaakten van ijzer.
In onder meer Atranjikhera en Noh zijn sporen gevonden van ijzersmelten ten tijde van de painted grey ware-cultuur en soms uit de voorgaande zwart-en-rood aardewerk-periode, maar het blijft problematisch om de Veda's te koppelen aan archeologische vondsten en toen de ijzerproductie zich halverwege de northern black polished ware-cultuur (NBPW) wijder begon te verspreiden, was de urbanisatie al geruime tijd ingezet. Aan het einde van de Gandhara-grafcultuur kwam ook hier ijzer in gebruik.:212, 254-255

## Invloed
Het gebruik van ijzer in de landbouw en ontginning van gebieden blijkt onder meer uit de latere Veda's, maar enkele vroegere hypotheses hebben de invloed van van ijzer daarbij overdreven. Zo zou de ontbossing volgens Ram Sharan Sharma vergemakkelijkt zijn toen bronzen en koperen gereedschappen plaatsmaakten voor ijzer, een ontwikkeling die rond 1200-1100 v.Chr. zou hebben plaatsgevonden. Uit de Rigveda volgt dit echter niet en Amalananda Ghosh en Niharranjan Ray brachten daar tegenin dat ontbossing ook mogelijk was met de al heel lang gebruikelijke vorm van landbewerking door onbegaanbare wildernis plat te branden. Verder ontbreken archeologische aanwijzingen voor ontbossing, die pas in de zestiende en zeventiende eeuw werd ingezet. Dit bracht Makkhan Lal ertoe te stellen dat de invloed van ijzer op ontbossing en het creëren van landbouwoverschotten een mythe is.
Damodar Dharmananda Kosambi dacht dat de oostwaartse trek van de aryans gedreven was om de ijzermijnen van Zuid-Bihar te bereiken en dat deze mijnen de latere dominantie van Magadha verklaarden. De wijde verspreiding van ijzererts over India maakt dit echter onwaarschijnlijk, terwijl uit chemische analyse volgde dat hij ijzer dat in  Atranjikhera werd gevonden niet uit Bihar, maar uit de heuvels tussen Agra en Gwalior afkomstig was. Rajan Gurukkal betoogt dat ijzeren ploegen vooral gebruikt werden in draslanden en dat andere factoren meer doorslaggevend konden zijn. Zo zou de strijd in Tamilakam de groei van de landbouw in de weg hebben gestaan en de introductie van ijzer bracht aanvankelijke geen sociale en economische veranderingen. Technologisch determinisme lijkt daarmee een te simplistische benadering.:253-254